# Saint-Servant

Saint-Servant este o comună în departamentul Morbihan, Franța. În 1 ianuarie 2022 avea o populație de 789 de locuitori.